# Zákon o svobodném přístupu k informacím
Zákon o svobodném přístupu k informacím je legislativní nařízení, které garantuje přístup k informacím drženým státem. Ustanovuje proces, ve kterém mohou být vznášeny požadavky na vládou držené informace. Všechny tyto požadavky pak musejí být přijaty a za minimální náklady, kromě standardních výjimek, vyřízeny poskytnutém informace. Vláda je typicky vázána povinností vydat a podpořit otevřenost k takto vyžádaným informacím (tato skutečnost získala různé přezdívky, např. ve Spojených státech „sunshine law“ – doslova zákon slunečního světla). V mnoha zemích jsou ústavní záruky na právo na přístup k informacím, ale většinou jsou nevyužity pokud neexistuje specifická legislativa.
Zákon o svobodném přístupu k informacím či nějakou podobnou formu implementovalo přes 85 zemí světa. Švédský zákon tohoto druhu z roku 1766 je nejstarší. Další země pracují na představení tohoto zákona, jenž v nich již může existovat, ale ne na celostátní úrovni.
Souvisejícím konceptem jsou veřejná zasedání, ke kterým má veřejnost ze zákona přístup (nikoli pouze k výsledkům těchto jednání). V mnoha zemích se svobodný přístup k informacím pojí se zákony na ochranu informací, resp. jsou součástí jednoho legislativního celku.
Základním principem zákona o svobodném přístupu k informacím je ten, že důkazní břemeno leží na straně, která je žádána o informace, nikoli žadateli. Strana, která požadavek obdržela, většinou nesmí poskytnutí informací žadateli podmiňovat vysvětlením, proč o tyto informace žádá. Stejně tak, žadatel nemusí vysvětlovat, proč informace vyžaduje, většinou kromě případů, kdy informace není tajná.[zdroj?][ujasnit]

## Právní zajištění svobodného přístupu k informacím ve světě

### Spojené státy americké
Ve Spojených státech dne 4. července 1966 podepsal prezident Lyndon B. Johnson federální zákon Freedom of Information Act, který vešel v platnost následující rok. Dodatky o přístupu k informacím v elektronické formě (The Electronic Freedom of Information Act Amendments) byly podepsány prezidentem Clintonem 2. října 1996. Zákon se vztahuje pouze na federální agentury. 
Rovněž všechny státy a některé teritoria přijali podobné zákony vztahující se na orgány a agentury daného státu. Nicméně, rozsah těchto zákonů a práva na informace se liší podle jednotlivých států nebo teritorií. Některé státy argumentují tím, že některé dokumenty jsou předmětem copyrightu a požadují za jejich vydání vysoké poplatky, jiné státy naopak rozšiřují transparentnost skrze zákony o otevřených jednání, která jsou ohlašována dlouho dopředu a projednávány s přístupem veřejnosti.

### Evropská unie
Nařízení Evropského parlamentu a Rady (ES) č. 1049/2001 z 30. května 2001 o přístupu veřejnosti k dokumentům Evropského parlamentu, Rady a Komise (Regulation 1049/2001 of the European Parliament and the Council of 30 May 2001 regarding public access to European Parliament, Council and Commission documents) garantuje právo přístupu k dokumentům těchto tří institucí každému občanu Evropské unie a každé fyzické a právnické osobě pobývající nebo mající registrované sídlo v členském státě EU. Pojem „dokument“ je definován široce a předpokládá se, že všechny dokumenty, i kdyby byly tajné, mohou být předmětné tomuto právu, pokud nebudou spadat pod některou z výjimek. Je-li přístup odepřen, žadatel může podat stížnost evropskému ombudsmanovi nebo se odvolat před Evropský soud.

### Česko
Dne 1. ledna 2000 nabyl účinnosti zákon č. 106/1999 Sb., o svobodném přístupu k informacím, který ukládá státním orgánům, orgánům územní samosprávy a veřejným institucím (například státní podniky nebo akciové společnosti obcí a krajů) povinnost poskytovat informace vztahující se k jejich působnosti. Informace úřady poskytují buď aktivně zveřejněním (obvykle na webu) anebo na žádost. Zákon tak realizuje právo občanů na přístup k informacím podle čl. 17 a 35 Listiny základních lidských práv a svobod a zavádí do celé oblasti veřejné správy princip publicity.
Iniciátorem, spoluautorem a předkladatelem zákona byl senátor Michael Žantovský. Spoluautorem zákona byl Oldřich Kužílek, který koordinuje projekt Otevřete!, zabývající se otevřeností veřejné správy. Dotaz podle zákona o svobodném přístupu k informacím lze vznést elektronicky na webu Infoprovsechny.cz.

### Země bez zákona o svobodném přístupu k informacím
Přestože zákon o svobodně informací v té či oné podobě existuje ve většině zemí světa, jsou i země, které jej nemají ani jej neplánují zavést (např. Severní Korea). Mezi země, které jej zavést zamýšlejí či už projednávají jeho konkrétní návrhy, patří například Argentina, Barbados, Botswana, Kajmanské ostrovy, Fidži, Filipíny, Ghana, Indonésie, Jordánsko, Keňa, Lesotho, Maledivy, Mosambik, Nauru, Nigérie či Srí Lanka.